# Тидей
Тидей (на гръцки: Tυδεύς) в древногръцката митология е един от предводителите в похода срещу Тива („Седемте срещу Тива“). Син е на владетеля на Калидон – Ойней и Перибея.
По време на лов Тидей убива брат си Меланип. Въпреки че твърдял, че е нещастен случай, калидонците знаели, че е предсказано, че Меланип ще убие брат си и затова обвинили Тидей, че се опитва да измами съдбата и го изгонили от града.
Тидей е баща на Диомед. Жени се за дъщерята на цар Адраст – Деипила.
В „Илиада“ се разказва как на връщане от Тива попада в засада, устроена от петдесет тиванци, но ги побеждава като пощадява само Меон. Тидей е смъртно ранен от Меланип и докато умира му се явява Атина, за да му дари безсмъртие. След като обаче той проявява нечувана свирепост и изяжда мозъка на ранилия го Меланип, Атина се отказва от намерението си да го направи безсмъртен. Погребан е от благодарния за спасението си Меон.
Данте го поставя в деветия кръг на ада.